# Ormosia aculeata
Ormosia aculeata là một loài ruồi trong họ Limoniidae. Chúng phân bố ở miền Cổ bắc.